# Лу Шармель
Лу Шарме́ль (фр. Lou Charmelle), настоящее имя София́ Керри́ (фр. Sofia Querry; род. 8 октября 1983, Перигё) — французская порноактриса тунисского происхождения.

## Карьера
До карьеры в порно работала медсестрой. С 2008 по 2016 год снялась в 161 порнофильме. В 2013 году стала режиссёром фильма «Lou Charmelle: My Fucking Life». Также снялась в эпизодической роли во французской комедии «Славный городок».

## Награды и номинации
| Год  | Награда              | Категория                    | Работа | Результат |
| ---- | -------------------- | ---------------------------- | ------ | --------- |
| 2009 | Hot d'Or             | Лучшая французская старлетка |        | Номинация |
| 2009 | Hot d'Or             | Лучшая французская актриса   |        | Номинация |
| 2011 | AVN Award            | Зарубежная актриса года      |        | Номинация |
| 2012 | AVN Award            | Зарубежная актриса года      |        | Номинация |
| 2013 | Erotic Lounge Awards | Лучшая актриса               |        | Номинация |